# Port Chalmers
Port Chalmers est le port principal de Dunedin en Nouvelle-Zélande. Même si cette localité n'est qu'une banlieue de Dunedin depuis les années 1980, elle est toujours considérée comme une ville à part entière par ses habitants. Sa population se monte à 3 000 personnes. Port Chalmers se situe à dix kilomètres à l'intérieur d'Otago Harbour et à 15 kilomètres au nord-est du centre-ville de Dunedin.

## Situation
Port Chalmers siège à 10 kilomètres à l’intérieur du mouillage d’Otago Harbour et à quelques 15 kilomètres au nord-est du centre de la cité de Dunedin.
La plus grande partie de Port Chalmers est située sur une petite péninsule vallonnée, à l’extrémité nord de laquelle siège une large zone, qui est maintenant occupée par le port à conteneurs de Dunedin.

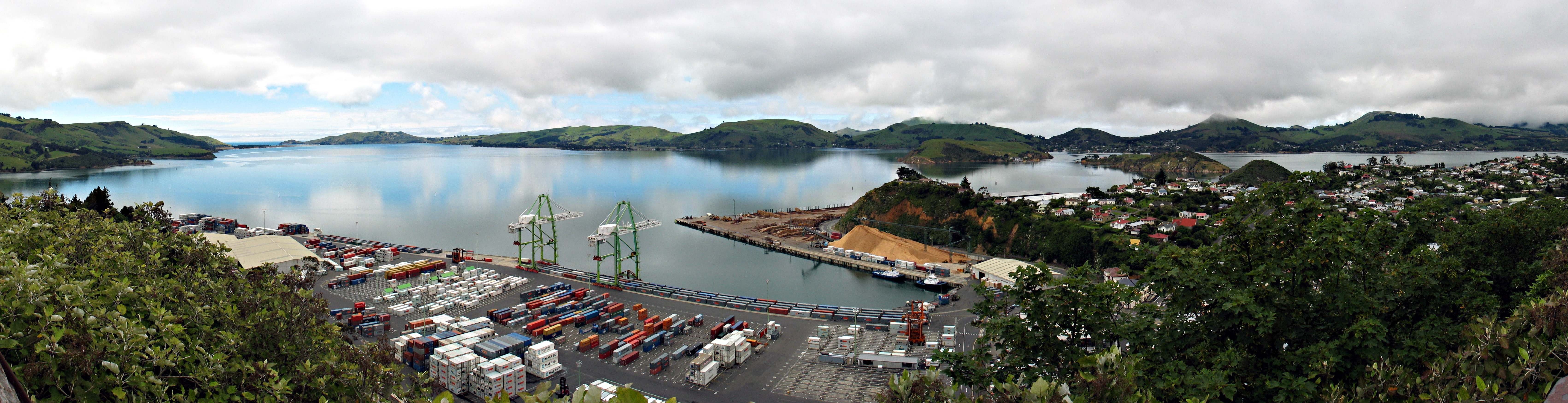
Panorama du port.

## Goat Island et Otago Harbour
Près de la rive sud-est de la péninsule se trouve une paire d’îles, qui siègent en travers du mouillage entre Port Chalmers et la péninsule d'Otago.
Ces deux îles sont l'île de Quarantine/Kamau Taurua (en) et Goat Island (en).
Avant la réorganisation territoriale de 1980, la ville de Port Chalmers était constituée de plusieurs banlieues, aussi bien que la zone centrale avec : Roseneath, Blanket Bay, Upper Junction, Brick Hill, Sawyers Bay, Mussel Bay, Upper Port Chalmers, Dalkeith, Careys Bay, Reynoldstown, Deborah Bay, Hamilton Bay, Waipuna Bay, Te Ngaru, Aramoana, ainsi que la ville limitrophe de Long Beach, les chutes de Purakanui (en) et plusieurs autres structures plus petite taille, formées de hameaux et de fermes.

## Population
La ville de Port Chalmers avait une population de 3 000 habitants lors du recensement de 2006 en Nouvelle-Zélande.

## Activités
Bien que le port au-delà de Port Chalmers, soit régulièrement dragué, la plupart de l’activité portuaire est centrée sur Port Chalmers lui-même, plutôt que sur le centre de Dunedin.
Une partie des raisons pour cela, est l’étroitesse du chenal Victoria, la seule partie d'Otago Harbour qui est navigable pour les gros bateaux, ce qui le rend plus aisé pour l’accostage à Port Chalmers, plus près de la haute mer.
En effet, tous les gros bateaux s’aventurant dans la partie supérieure du port pour atteindre les quais de Dunedin, doivent être guidés par un pilote pour les aider à manœuvrer.

## Toponymie
Selon Herries Beattie, le nom Māori ancien pour Port Chalmers était Potakere ou Pou-takere, qui peut avoir indiqué que la colline était le ’tuahu’, ou ‘altar’, qui se situait là.
Koputai, qui est le nom plus tardif et fait référence à un incident au cours du quel la marée a jeté sur la plage les canoës dans lesquels étaient Adrift.

## Histoire

### Occupation initiale
Quand la paix fut faite entre Kati Mamoe (Ngati Mamoe (en) en māori moderne) et Kai Tahu (Ngāi Tahu en Māori moderne) vers 1780, Koputai fut l’un des points le plus au sud du territoire des Kai Tahu.

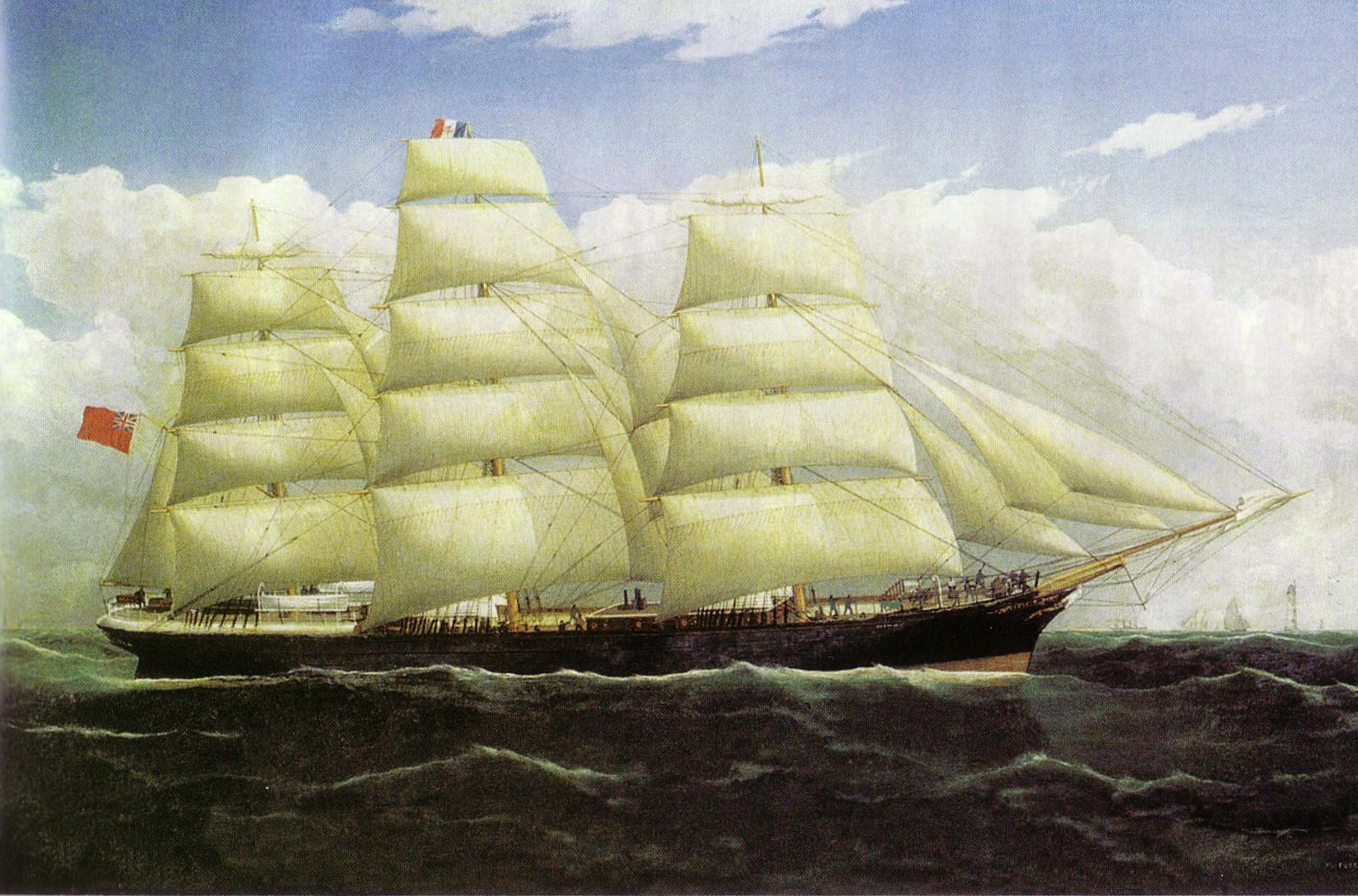
Le Dunedin, premier bateau réfrigéré commercial ayant fonctionné avec succès.

En février 1839, les frères Weller (en) d’Otago (le moderne Otakou) sur la berge opposée du mouillage, avaient installé un chantier naval, qui semble avoir été situé exactement au niveau de la localité de Sawyers Bay.
En septembre de l’année suivante un big boat, supposé être le schooner Anne, fut mis en construction à cet endroit.
En 1840, Port Chalmers et l’ensemble de la berge ouest d’Otago Harbour, allant d’environ Burkes à Tafelo Point, fut inclus dans la vente des terres de Te Matenga Taiaroa (en) aux chasseurs de baleines français: Pierre Darmandarits et Édouard Dubern, des beaux-frères et partenaires en affaires.
La première célébration de Noël à Koputai fut l‘oeuvre du Révérend James Watkin, de la Wesleyan missionary au niveau de Waikouaiti, en 1842.
Le cousin de Taiaroa vivait alors dans la baie de Koputai en 1843 mais en accord avec Shortland mais il fut étranglé par Taiaroa Kohi puis a été enterré sous son bateau à Koputai, en 1844 et l’emplacement fut dès lors déserté.
Cette année-là, le Capitaine Wing accosta avec le navire: Deborah dans la baie, qui porta désormais son nom, et où il y fut rejoint par Frederick Tuckett, qui sélectionna un autre bloc de terres (l’Otago Block) au niveau du site d’installation de la ville de « Scottish New Edinburgh ».
Il le dénomma Koputai en tant que site en eau profonde du nom de Port Chalmers  d’après le nom du leader de la Presbyterian Free Church : Thomas Chalmers.
La vente du Block d’Otago appartenant aux Māoris, à l’« Otago Association » fut conclue à Port Chalmers le 31 juillet 1844.
Bien que le 9 juin 1844, il y avait deux villages (whares) distincts avec des maisons en style Māori et une pile de briques attendant d’être retournées dans la maison de Tuckett. Mr. and Mrs.Lethbridge y résidaient déjà ainsi que David Scott et plusieurs autres personnes.
En décembre 1844, Alexander McKay et sa femme arrivèrent et ouvrirent la première auberge; le Surveyors' Arms.
En 1846, la ville était dirigée alors par Charles Kettle (en) et un Conseil de la ville (Town Board) fut constitué cette année-là.
Les premiers bateaux de colons de l’Otago Association: le John Wickliffe et le Philip Laing, accostèrent à Port Chalmers en mars et avril 1848.

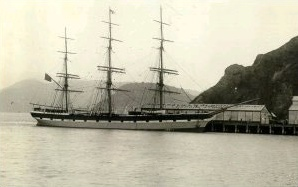
L'Euterpe (plus tard nommé le Star of India) au niveau de Port Chalmers.

Dès lors, la ville se développa comme le port pour les besoins de la cité de Dunedin et aussi de la province, préludant au début d’Otago (moderne Otakou) comme un port de trafic international.
Il fut d’abord connecté avec la ville de Dunedin par des embarcations plus légères stationnées au fond du port, puis par une route raide à partir de North East Valley vers Sawyers Bay par une ébauche de la route principale vers le nord.
Vers 1860, une route de bord de mer partant du centre de la ville a été construite.
En 1866, le conseil de la ville devint un “ borough”.
Le 1er janvier 1873, le premier chemin de fer à voie étroite (écartement de 1 067 mm: ouvrit avec la branche de branche de port Chalmers (en), reliant Dunedin et Port Chalmers.
Elle fut ensuite incorporée dans le réseau national du chemin de fer de Nouvelle-Zélande pour une connexion avec la ligne principale de l’île du sud (en), qui fut ouverte entre Christchurch le 7 septembre 1878 et Invercargill le 22 janvier 1879.
L’année 1881 vit l’ouverture du Chenal pour les bateaux dit de  Victoria Ship Channel  permettant la circulation vers la mer et la remontée de gros vaisseaux venant de l’océan à travers le mouillage jusqu’au centre de Dunedin.
L’année 1882 vit l’inauguration du commerce de la viande congelée de Nouvelle-Zélande, quand le cargo Dunedin (en), quitta Port Chalmers avec sa première cargaison.
L’industrie navale de maintenance et de construction se développa aussi au XIXe siècle alors que le port adjacent de  Carey's Bay  devint un port de pêche.
Le développement de la ville refléta la croissance de Dunedin et de la région d’Otago avec la rivalité entre la cité et  Port Chalmers, qui voulaient prendre la main sur le plus gros des expéditions.
Après des débuts initiaux très rapides, la cité et la province déclinèrent en ce qui concerne leur importance relative au niveau national au cours du XXe siècle.

### XXesiècle et au-delà
Port Chalmers fut le port de départ de plusieurs expéditions notables durant l’ère héroïque de l’exploration Antarctique.
Ce fut en particulier, le dernier port visité par Robert Falcon Scott avant de prendre la direction du Sud pour son expédition Terra Nova, sa dernière, vers l’Antarctique.
Un grand monument en pierre siège maintenant au-dessus de la ville, dédicacé à cette dernière expédition de Scott.
À la suite du transfert en 1923 de la Dépendance de Ross en Antarctique vers la Nouvelle-Zélande, et du droit à bail du Gouvernement de la Nouvelle-Zélande, le chasseur de baleine géant norvégien « C.A. Larsen » devint le plus gros bateau en service sur les docks d’Otago au niveau de Port Chalmers, en avril 1928.
La sélection de Port Chalmers comme le terminal de conteneurs de l’île du Sud, dès 1971 démontra ses avantages sur Lyttelton et fit de Dunedin le principal port à conteneurs de toute l’île du Sud.
La plus grande partie de l’activité économique de Port Chalmers est maintenant centrée sur ce terminal de conteneurs.
La pèche, d’importance historique, est maintenant seulement une petite partie de l’économie locale.

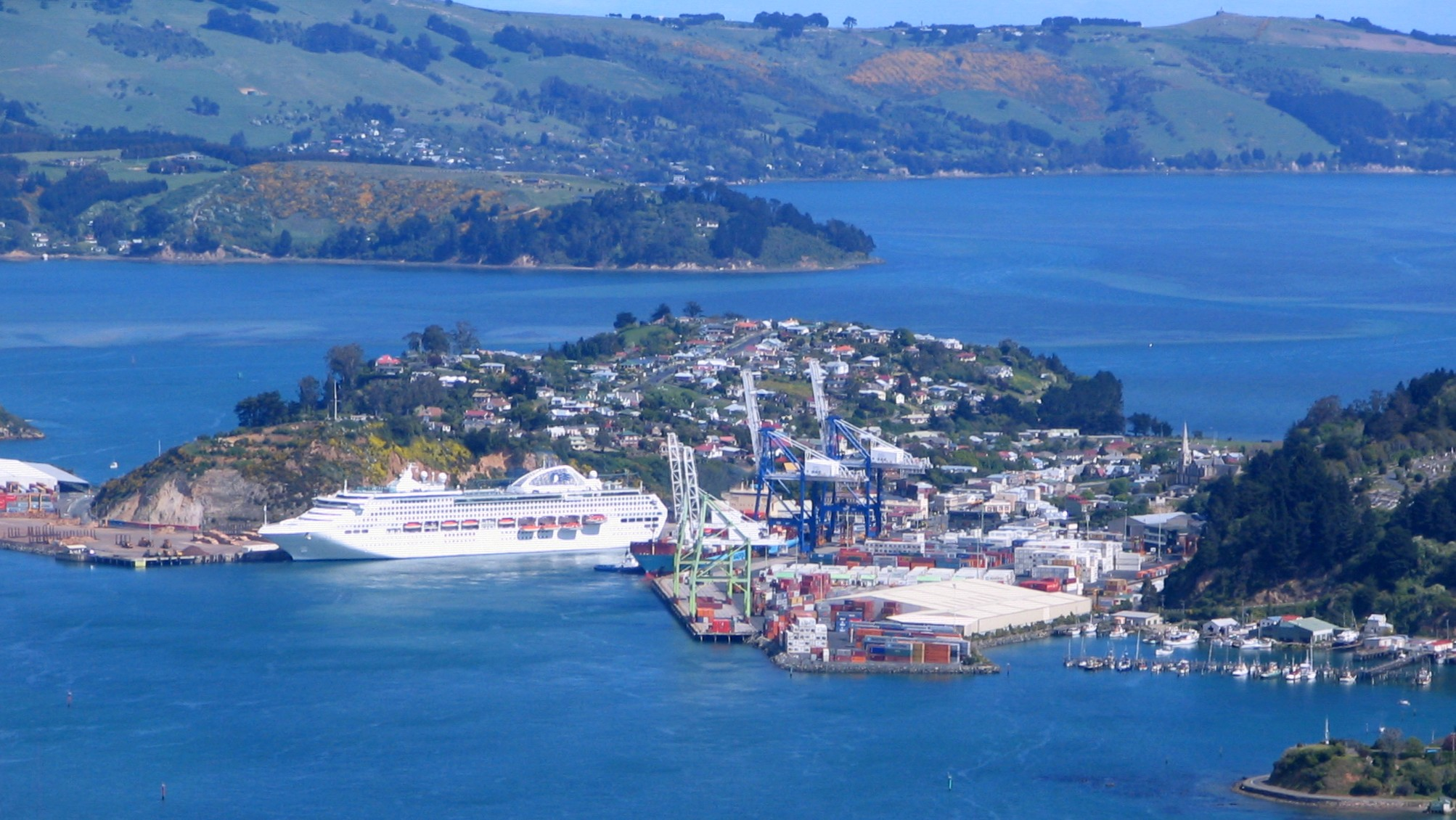
Port Chalmers vue du nord-est, avec le navire de croisière Dawn Princess et un porte-conteneurs dans le port.

Un tunnel routier reliant Sawyers Bay avec la banlieue de Waitati, faisant partie de la nouvelle autoroute Nord partant de Dunedin, qui fut proposé en 1930, mais jamais réalisée.
Une nouvelle route de bord de mer, plus rapide, partant de la ville, fut terminée en 1965.
En 1979, le train de passagers entre Port Chalmers et les banlieues de l’ouest en direction du centre de la cité cessa de fonctionner après 106 années de circulation.
Le trafic des conteneurs continue de se développer et un nouveau commerce croissant de bois se développe en parallèle, mais la réduction importante des besoins en main d’œuvre fait que l’on voit la population de la ville se restreindre.
Une controverse s’est installée en 1975 concernant l’installation d’une usine d’aluminium au niveau d’Aramoana à l’embouchure du mouillage mais le projet n’avait pas abouti en 1980.
Le conseil de l’« Otago Harbour Board », établit en 1874, fut remplacé par une entité de gouvernement local quasi-autonome: le Port Otago Ltd en 1988.
La collection de la « Port Chalmers Old Identities Society » de 1913 fut transférée dans l’immeuble de l’ancienne poste avec ré-ouverte en tant que Musée de Port Chalmers en 1987, qui a, depuis, été renommé musée maritime régional.
Depuis 1970, une colonie d’artistes s’est développée dans Port Chalmers et Carey's Bay, contribuant à la survenue de tensions concernant la poursuite du développement des activités industrielles du port et donnant un aspect différent à la ville.
En 1990, un nouveau commerce des bateaux de croisière a ajouté un élément supplémentaire à l’économie locale, permettant de continuer l’expansion de la ville .

## Administration
En 1989, le borough de Port Chalmers et l’ensemble du district environnant furent absorbés par la City of Dunedin élargie.
Les conseillers sont maintenant élus au conseil de la cité de Dunedin (en) au titre du Ward (en) de Waikouaiti-Chalmers, et desservis par le board de la communauté (en) local nommé le Chalmers Community Board.

## Scène culturelle Locale
La création artistique est une part importante de l’activité du secteur de Port Chalmers et des banlieues environnantes de Careys Bay, Roseneath et Sawyers Bay qui possèdent une communauté artistique vigoureuse.
La ville est regardée comme un paradis pour les amateurs de style de vie alternatif (en).
De nombreux artistes et musiciens considèrent ou ont désigné Port Chalmers comme leur domicile, dont le plus notable était l’artiste Māori Ralph Hotere.
L’ancien studio d’Hotere était sur un terrain au sommet de Observation Point (en), le plus large promontoire dominant le terminal des conteneurs.
Quand les installations du port furent agrandies, une partie du promontoire fut abrasée (après des protestations vigoureuses de nombreux résidents de la ville) avec en particulier le zone où se trouvait la maison de Hotere.
Une partie du promontoire plus retiré, est maintenant un jardin contenant des sculptures primées , organisé en 2005 par Hotere lui-même et mettant à l’honneur ses travaux mais aussi ceux d’autres sculpteurs modernes connus en Nouvelle-Zélande.

## Résidents notables
- Pinky Agnew (en), acteur et auteur ;
- Arthur Winton Brown (en), Maire de Wellington ;
- Learmonth White Dalrymple (en), éducateur ;
- William Dow Duncan (en), joueur de rugby de l'équipe de Nouvelle-Zélande de rugby à XV ;
- John Grenell (en), de son vrai nom John Hore, chanteur de Country et Western ;
- Ralph Hotere, artiste, sculpteur ;
- Mary MacKillop (Sainte Marie de la Croix), la première sainte d’Australie, qui a vécu plusieurs mois à Port Chalmers ;
- Robert Scott (en), musicien ;
- Dougal Stevenson (en), personnalité de la télévision ;
- E. T. C. Werner (en), sinologue et diplomate.

## Bateaux
« Port Chalmers » fut aussi l’appellation d’un bateau, qui navigua entre l’Angleterre, l’Australie et la Nouvelle-Zélande au début du XXe siècle.
Il fut torpillé au milieu du mois d’octobre 1940 et coula mais quelques-uns des membres de l’équipage, y survécurent 14 jours en mer sur une embarcation de sauvetage avant d’être récupérés.

## Autres lectures
- (en) Beattie, H., « Our Southernmost Maoris Dunedin, NZ », Otago Daily Times, Christchurch, NZ, Avondale Copy Studio,‎ année (1954,1994) (ISBN 0-473-02518-3).
- (en) Bowman, H.O., Port Chalmers Gateway to Otago, Dunedin, NZ, Otago Centennial Historical Publications, année (1948).
- (en) Entwisle, P., 'Behold the Moon the European Occupation of the Dunedin District 1770-1848, Dunedin, NZ, Port Daniel Press, année (1998) (ISBN 0-473-05591-0).
- (en) McLean, G, Otago Harbour Currents of Controversy, Dunedin, NZ, Otago Harbour Board, année (1985) (ISBN 0-473-00288-4).
- (en) McLintock, A.H, The Port of Otago, Dunedin, NZ, Whitcombe & Tombs Ltd, année (1951).
- (en) Shortland, E., The Southern Districts of New Zealand, London, UK, Longman, Brown, Green & Longmans, année (1851).
- (en) Stewart, P.J., Days of Fortune a History of Port Chalmers 1848-1973, Dunedin, NZ, John McIndoe, année (1973).
- (en) Tremewan, P., Selling Otago, Dunedin, NZ, Otago Heritage Books, année (1994) (ISBN 0-908774-85-0).